# Theridion semitinctum
Theridion semitinctum är en spindelart som beskrevs av Simon 1914. Theridion semitinctum ingår i släktet Theridion och familjen klotspindlar. Inga underarter finns listade i Catalogue of Life.